# Bodoquena
Bodoquena, amtlich Município de Bodoquena, ist eine Stadt im Pantanal im brasilianischen Bundesstaat Mato Grosso do Sul in der Mesoregion Süd-West in der Mikroregion Bodoquena. Sie liegt am Rande des Nationalparks Serra da Bodoquena.

## Wirtschaft
Der wichtigste Wirtschaftszweig ist die Landwirtschaft, die mehr al 40 % der Einnahmen der Gemeinde erwirtschaftet. Bodoquena hatte 2007 mit 150 Tonnen die höchste Maracuja-Produktion in Mato Grosso do Sul.